# Internationale Stiftung Mozarteum
La Internationale Stiftung Mozarteum (Fondation internationale Mozarteum) est une association autrichienne à but non lucratif, qui a été fondée en 1880 à Salzbourg, dont l'objet est de se consacrer à la vie et l'œuvre de Wolfgang Amadeus Mozart. Étroitement affiliée à l'Université Mozarteum de Salzbourg, elle a été précédée par l'Association de Musique de la Cathédrale et du Mozarteum de 1841, fondée à l'initiative de la veuve de Mozart, Constance Weber. La Fondation rassemble des souvenirs de Mozart, gère la bibliothèque Mozart (la Bibliotheca Mozartiana), entretient la maison natale de Mozart et d'autres lieux de Salzbourg liés à Mozart. Elle encourage également la recherche en ce qui concerne Mozart et administre divers prix tels que la Médaille Mozart, le Preis der Internationalen Stiftung Mozarteum, la Lilli Lehmann Medal. Elle organise jusqu'à vingt spectacles toute l'année.

## Semaine Mozart (Mozartwoche)
La Semaine Mozart (Mozartwoche) est un festival annuel Mozart consacré pendant une semaine à l'interprétation des œuvres du compositeur. Elle célèbre et coïncide avec son anniversaire c'est-à-dire autour du 27 janvier. Le festival est considéré comme un point culminant dans le calendrier artistique des concerts européens. La Mozartwoche, ainsi appelée depuis 1956, attire des visiteurs venus du monde entier. Elle comprend des représentations d'opéras, des  concerts pour orchestre, musique de chambre et des récitals avec des orchestres et des artistes de renommée mondiale.

## Musées
Dans les deux musées Mozart (maison natale de Mozart et résidence de Mozart), la Fondation Mozarteum présente sur plus de 800 m² une image authentique et vivante de Wolfgang Amadeus Mozart.

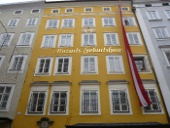
Maison natale.

Dans la maison natale de Mozart et sur ses trois étages, le visiteur retrouve des détails de la vie de Mozart, en particulier sur sa jeunesse, ses amis et partisans, ses relations avec sa famille et sa passion pour l'opéra. Sont exposés son violon d'enfant, des objets lui ayant appartenu et des portraits célèbres de sa famille. La zone d'exposition «Mozart: mythe et culte» traite de son séjour à Vienne, de ses succès musicaux, de sa situation et de sa mort. D'autres espaces sont consacrés à  l'administration de son œuvre musicale par sa veuve et ses deux fils, ainsi que le début du culte consacré à Mozart. D'autres espaces sont consacrés aux opéras de Mozart et à sa «vie d'enfant prodige».

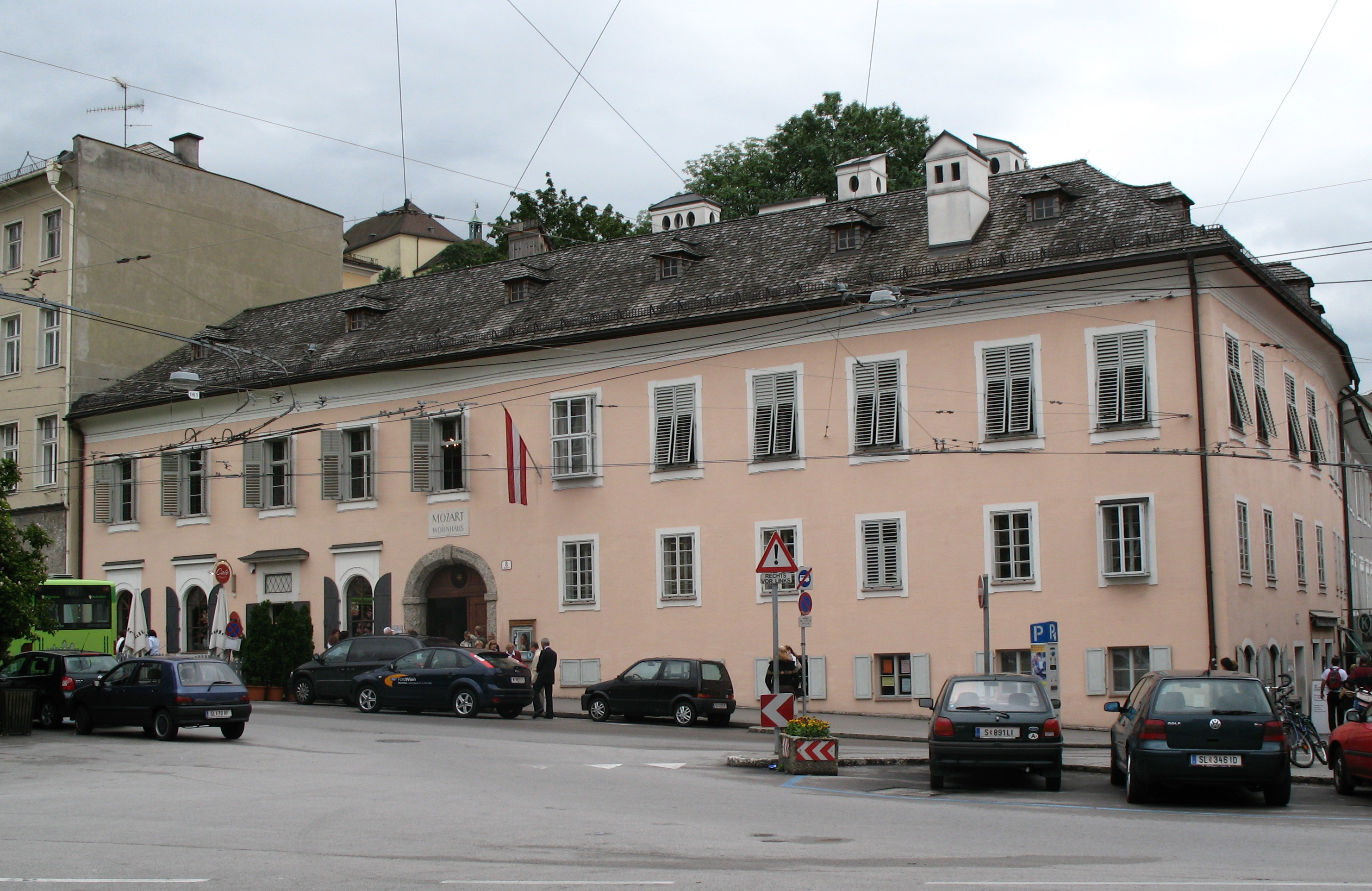
Résidence Mozart.

Dans la résidence Mozart (située sur la place actuelle Makartplatz), où la famille Mozart vécut à partir de 1773 et reconstruite après un bombardement survenu pendant la Seconde Guerre mondiale et ouverte à nouveau en 1996, les membres de la famille et Mozart sont dépeints dans leur travail de composition au cours des années de leur séjour à Salzbourg et ainsi que leur environnement social. Les souvenirs tout particulièrement précieux sont le pianoforte de Mozart ainsi que le portrait très connu de la famille Mozart.

## Collections, bibliothèque
Dans la collection d'autographes, qui peuvent être consultées dans le cadre d'une visite guidée exclusive, il y a environ 190 lettres originales écrites par Mozart, environ 370 lettres de son père, et plus de 100 manuscrits autographes de Mozart, esquisses musicales principalement, dessins et modèles, mais aussi quelques partitions originales. La Bibliotheca Mozartiana avec environ 35 000 titres est la plus grande bibliothèque consacrée à Mozart dans le monde. L'édition historico-critique Neue Mozart-Ausgabe (NMA) des œuvres de Mozart, qui a débuté en 1954, est achevée depuis juin 2007. De plus une version numérisée de la Neue Mozart-Ausgabe, comprenant le texte de la NMA et l'ensemble des partitions de Mozart, est disponible gratuitement sur internet et sera mise à jour régulièrement.
La fondation gère une médiathèque qui possède environ 22 000 titres audio et 3 000 productions vidéo (films documentaires, longs métrages et films de télévision sur Mozart et opéras enregistrés). Le fonds s'est enrichi en 2007 en recueillant une page autographe avec les variations sur "Ah, vous dirai-je, Maman" et en 2010 avec une copie de la main de Mozart d'une partie d'un mouvement de symphonie de Johann Michael Haydn. En mars 2012, un morceau de piano jusque-là inconnu de Mozart a été découvert.

## Action éducative
Le programme de la Stiftung Mozarteum s'adressant aux enfants et à la jeunesse vise à faire connaître la musique de Mozart et à introduire les jeunes dans la pensée et l'univers fantastique du compositeur. Ce programme existe depuis 2008 et depuis 2012 est appelé "Klangkarton".

## Structure de la Fondation
La Fondation Internationale Mozarteum est une organisation auto-financée à but non lucratif. Elle est dirigée par un Conseil d'administration. Les membres du Conseil sont nommés pour trois ans par l'assemblée générale "Mozart-Tag". Le Conseil d'administration choisit parmi ses membres un président, deux vice-présidents et trois autres membres. Le Bureau détermine les orientations, gère la Fondation Mozarteum et la représente vis-à-vis de l'extérieur.

## Galerie

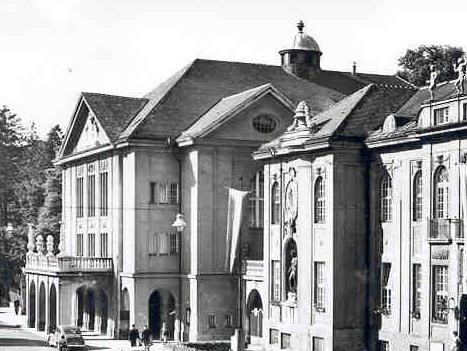
Mozarteum, carte postale vers 1935
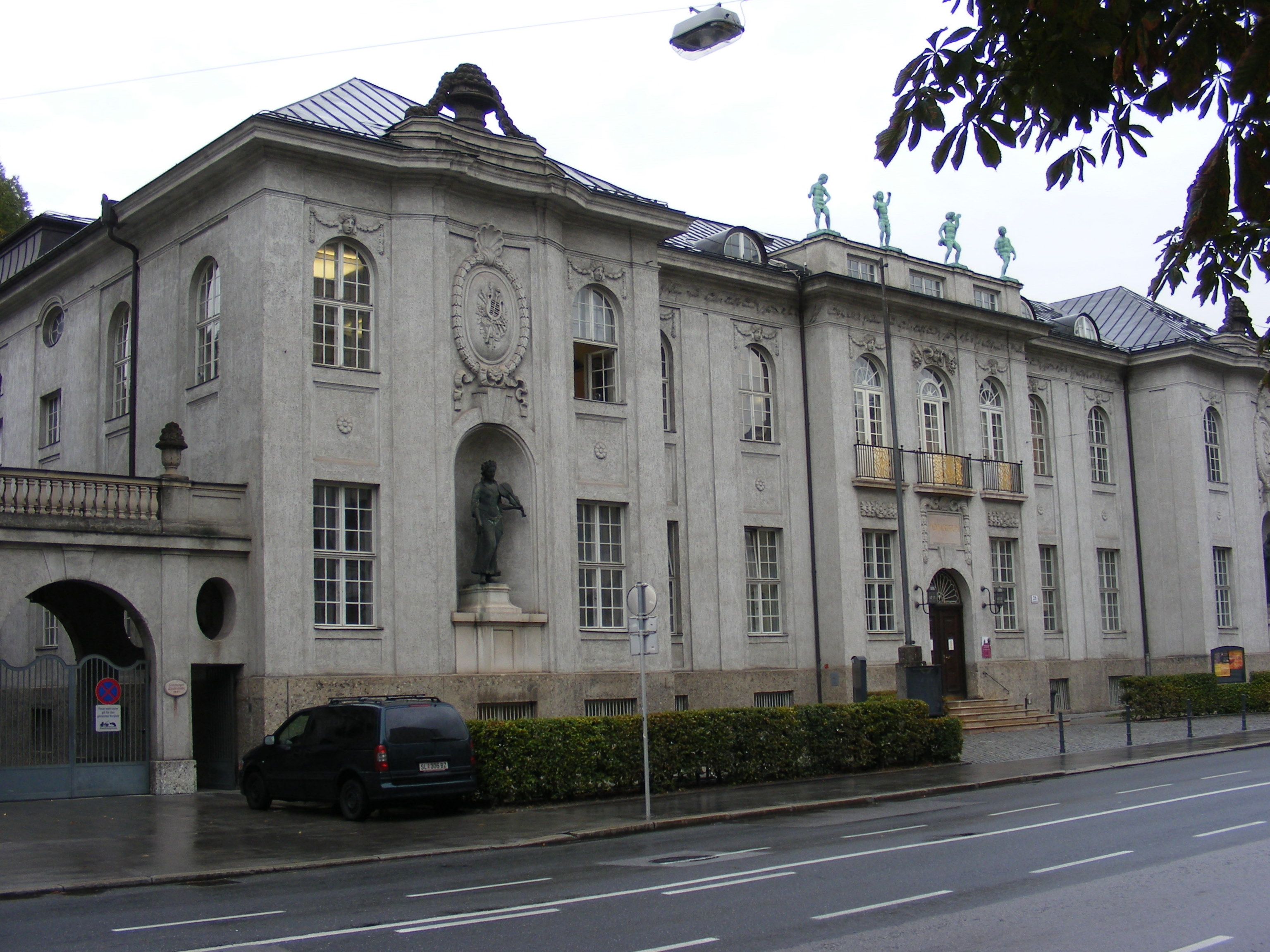
Siège principal avec la Direction, la Bibliothèque et la Wiener Saal
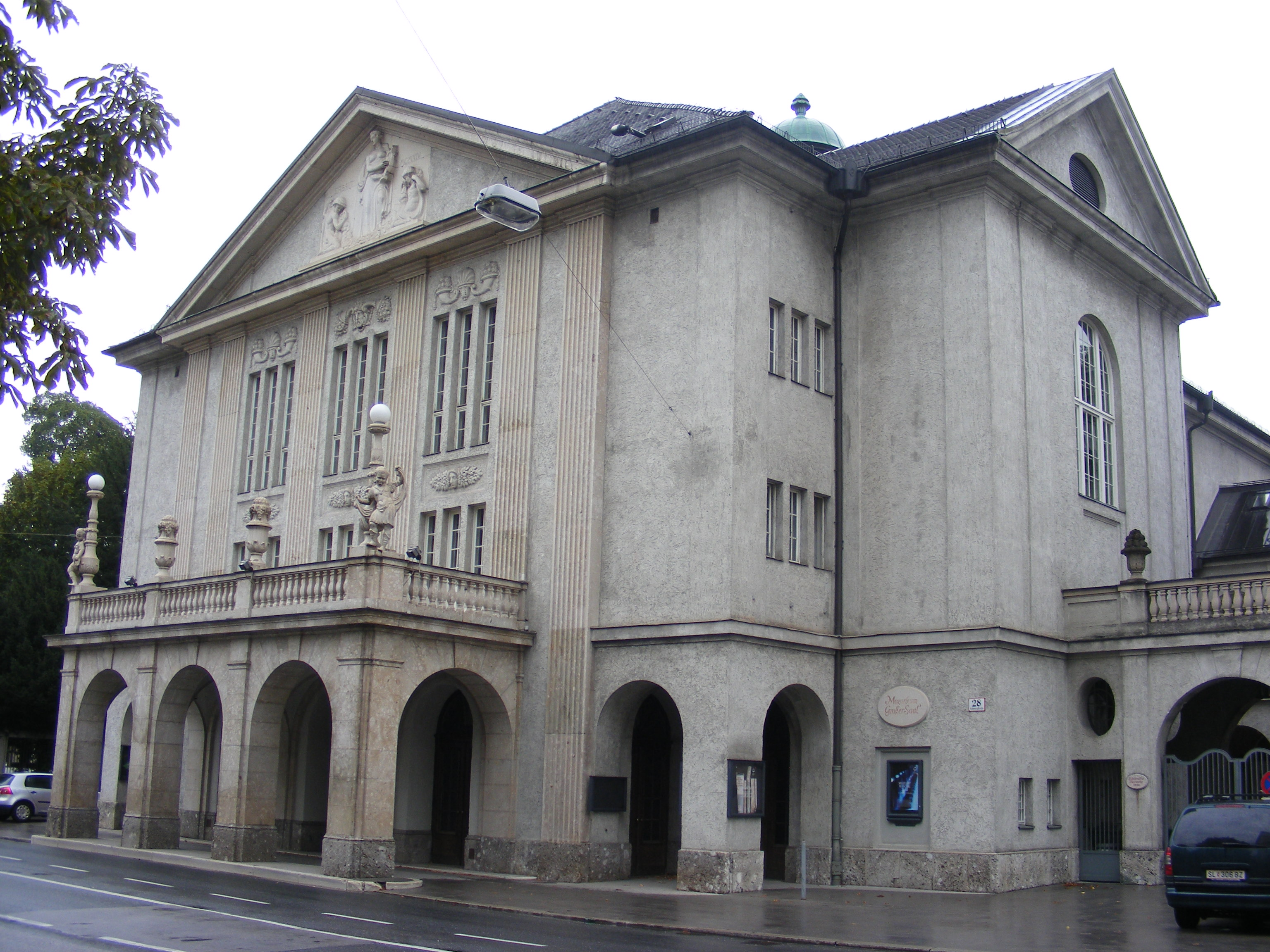
Großer Saal
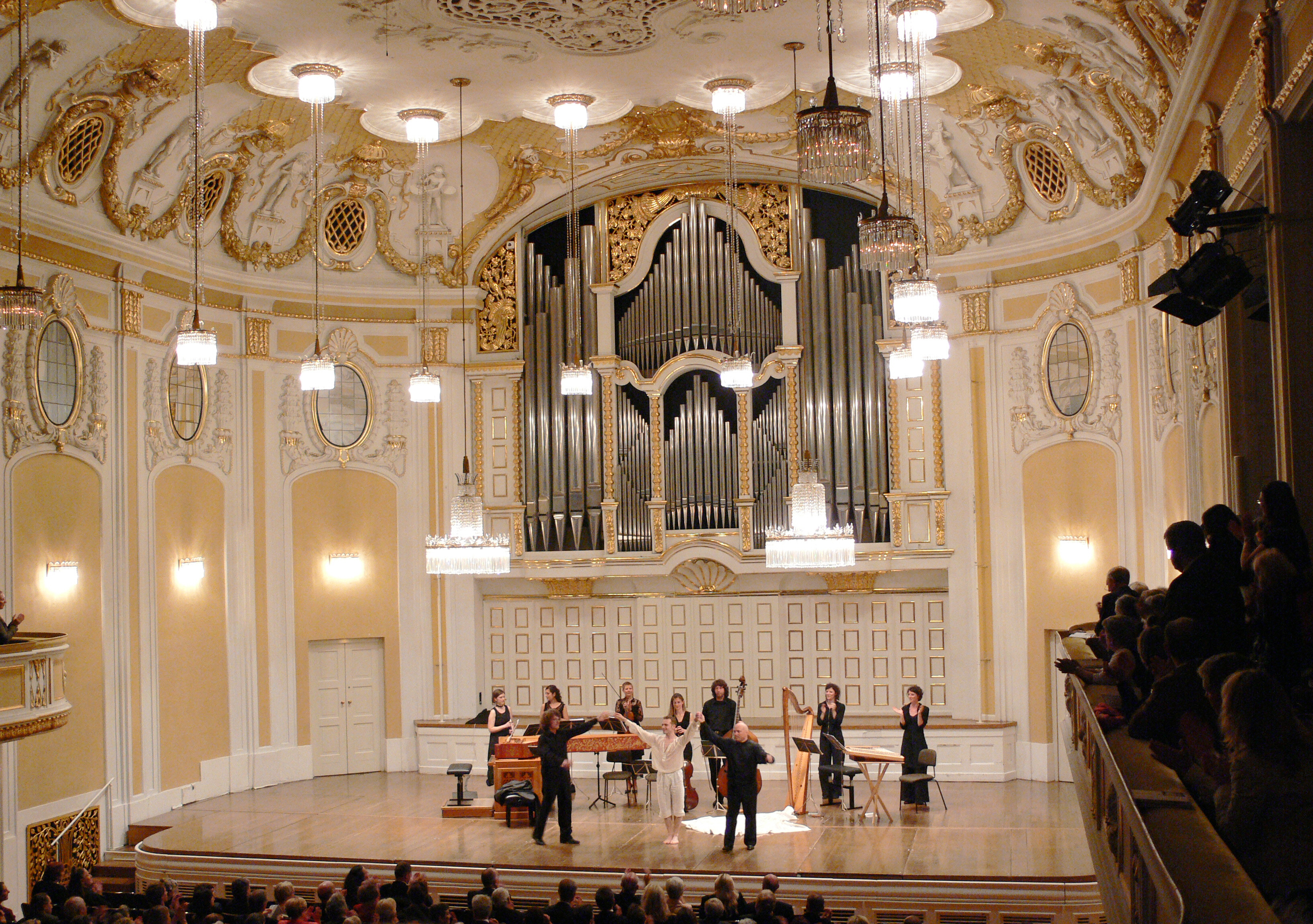
Großer Saal